# People (EP Animal Collective)
People – drugie EP baltimorskiej grupy Animal Collective, wydany w 2006. Trzy spośród nagranych utworów pochodzą z sesji do albumu Feels (2005); natomiast wersja "People" zagrana na żywo powstała jeszcze przed tą sesją.

## Lista utworów
| Nr | Tytuł utworu          | Długość |
| -- | --------------------- | ------- |
| 1. | „People”              | 6:22    |
| 2. | „Tikwid”              | 4:18    |
| 3. | „My Favourite Colors” | 1:48    |
| 4. | „People (Live)”       | 6:25    |
|    |                       | 18:53   |